# ¡Ataque de pánico!
¡Ataque de pánico! és un curtmetratge del director uruguaià Federico Álvarez de l'any 2009. Tracta d'un atac de robots sobredimensionals i objectes voladors extraterrestres a Montevideo.

## Producció i distribució
El curtmetratge va ser publicat al començament de novembre de 2009 per Álvarez en la comunitat llatí-americana Taringa i en el portal de vídeos Youtube i allí es va difondre ràpidament. Segons articles en els mitjans massius de comunicació, els costos de la producció van ser només 300 dòlars. Tal com Álvarez va informar el canal de notícies britànic BBC, pocs dies després de la publicació ja hauria rebut correus electrònics dels estudis de Hollywood.

## Repartiment
- Diego Garrido
- Pedro Luque
- Ariadna Santini
- Rodo Sayagues
- Martín Sarthou

## Filmació a Hollywood
Al desembre de 2009 Álvarez va rebre un contracte per 30 milions de dòlars per a tornar a filmar el seu curtmetratge. Va ser recolzat en això pel director Sam Raimi.
Una història d'èxit semblant va experimentar el curtmetratge Alive in Joburg de Neill Blomkamp que va conduir a la producció de la pel·lícula de ciència-ficció District 9.
A fins de juliol de 2013 es va plantejar la idea de realitzar una adaptació cinematogràfica del curt, que supera ja els 7 milions de reproduccions en YouTube des de la seva publicació en 2009 i que va costar 300 dòlars. També Raimi seria l'encarregat de finançar i publicitar tot el relacionat amb el film.

## Banda sonora
La música que acompanya la major part del curt és "In the House – In a Heartbeat", una peça instrumental de John Murphy. La música va ser composta originalment per a la pel·lícula de 2002 28 Days Later.

## Reacció
Després de penjar-se a YouTube, la reputació de la pel·lícula es va estendre de boca en boca, i va rebre un impuls quan es va enllaçar des del bloc de Kanye West. Fede Álvarez va declarar en una entrevista a la BBC: "Vaig penjar Ataque de pánico! un dijous i dilluns la meva safata d'entrada estava totalment plena de correus electrònics dels estudis de Hollywood."
Com a resultat de la popularitat del curt, Ghost House Pictures va signar amb Álvarez perquè desenvolupés un nou projecte. La pel·lícula resultant va ser Evil Dead, la quarta pel·lícula de la franquícia Evil Dead, estrenada als Estats Units el 5 d'abril de 2013.
La pel·lícula s'ha citat com un exemple de la creixent influència d'Internet per trobar nous talents per als estudis de Hollywood.

## Premis
Menció especial del jurat per la seva postproducció al Buenos Aires Rojo Sangre de 2009